# Ritratto di monaco
Ritratto di monaco è un dipinto del pittore veronese Domenico Brusasorzi, realizzato con la tecnica della pittura a olio su tela, conservato nel Museo di Castelvecchio a Verona.